# Erateina neaera
Erateina neaera är en fjärilsart som beskrevs av Doubleday 1848. Erateina neaera ingår i släktet Erateina och familjen mätare. Inga underarter finns listade i Catalogue of Life.